# بوهدان مل نیچنکو
بوهدان مل نیچنکو (انگلیسی: Bohdan Mel'nychenko؛ زادهٔ ۱۵ مهٔ ۱۹۸۹) بازیکن فوتبال اهل اوکراین است.
از باشگاه‌هایی که در آن بازی کرده‌است می‌توان به باشگاه فوتبال کارپاتی لویو اشاره کرد.